# Prova Oral (Antena 3)
Prova Oral é um programa de rádio, emitido diariamente, na Antena 3, entre as 19h e as 20h. É apresentado por Fernando Alvim desde a sua criação, tendo também contado com a apresentação de Nuno Calado, Rita Mendes, Xana Alves, entre outros.
O programa consiste numa entrevista a um convidado, especialista num determinado tema, e que conta com a participação dos ouvintes, que podem ligar para a Antena 3 para darem a sua opinião.
Em 2019, o programa teve uma adaptação para televisão, emitida às terças-feiras, por volta da meia-noite, na RTP1.